# يسار متنوع
يسار متنوع (بالفرنسية: Divers gauche أو اختصارا DVG)‏ هي عبارة تشير في فرنسا، إلى تيار سياسي يضم شخصيات ذات توجهات يسارية ولكنها لا تنتمي إلى أي حزب سياسي، وتضم أيضا أولئك الذين غادروا أو طردوا (حتى مؤقتا) من حزبهم أو حركتهم السياسية.

في حالة الطرد من الحزب، يكون هذا الوصف مؤقت، مثلا المنشقين الذين يترشحون ضد المرشح الرسمي لحزبهم. في حالة فوز المنشقين، فإنه يعاد إدماجهم للحزب بعد عدة أشهر أو بعد سنتين على أقصى تقدير، مثل ما حصل مع دومينيك باير.

بين 2001 و2008، عبارة مستقل لم تسمح وزارة الداخلية باستعمالها. المرشحين والقوائم التي تعبر عن نفسها بأنها مستقلة، كانت تصنف على أنها إما DVG (يسار متنوع، divers gauche) أو DVD (يمين متنوع، divers droite) حسب تيارهم السياسي المعلن أو المفترض. في 2008، إضافة عبارة LDIV لقائمة متنوع ساعدت في الالتفاف حول هذه الآلية. 

في البرلمان، يمكن لنائب واحد عضو في حزب سياسي صغير جدا، تكوين كتلة برلمانية بوحده، وسيطلق عليه حينها DVG (يسار متنوع) أو DVD (يمين متنوع).

## مقالات ذات صلة
- يمين متنوع
- مستقل (سياسة)
- طيف سياسي